# Повіт Хата
Пові́т Ха́та (яп. 幡多郡, はたぐん, МФА: [hata guɴ]) — повіт у Японії, у префектурі Коті. Станом на 1 липня 2012 року його площа становила 376,84 км². Населення складало 19 016 осіб, а густота населення — 50,5 осіб/км². До складу повіту входять містечка Курошіо та Оцукі, а також село Міхара.